# The Bleeding
The Bleeding je četvrti studijski album američkog death metal-sastava Cannibal Corpse. Album je 12. travnja 1994. godine objavila diskografska kuća Metal Blade Records. Posljednji je album s pjevačem Chris Barnesom i prvi s gitaristom Robom Barrettom.
Do 2003. godine album bio je prodan u oko 98.319 primjeraka u SAD-u.

## Popis pjesama
Tekstovi: Chris Barnes. 
| 1.    | »Staring Through the Eyes of the Dead« | Jack Owen, Alex Webster    | 3:30 |
| 2.    | »Fucked with a Knife«                  | Webster                    | 2:15 |
| 3.    | »Stripped, Raped and Strangled«        | Owen, Rob Barrett, Webster | 3:27 |
| 4.    | »Pulverized«                           | Owen, Webster              | 3:35 |
| 5.    | »Return to Flesh«                      | Owen, Webster              | 4:21 |
| 6.    | »The Pick-Axe Murders«                 | Owen, Webster              | 3:03 |
| 7.    | »She Was Asking for It«                | Owen, Barrett, Webster     | 4:33 |
| 8.    | »The Bleeding«                         | Owen                       | 4:20 |
| 9.    | »Force Fed Broken Glass«               | Owen, Barrett, Webster     | 5:02 |
| 10.   | »An Experiment in Homicide«            | Owen, Barrett, Webster     | 2:36 |
| 36:42 |                                        |                            |      |

## Zasluge
Cannibal Corpse
- Chris Barnes - vokali, logotip sastava
- Jack Owen - gitara
- Rob Barrett - gitara
- Alex Webster - bas-gitara
- Paul Mazurkiewicz - bubnjevi

Ostalo osoblje
- Vincent Locke - omot albuma
- Scott Burns - mastering, produkcija, miks, snimanje, inženjer zvuka
- Joe Giron - fotografije (Roba Barretta i Chrisa Barnesa)
- Frank White - fotografije (Paula Mazurkiewicza, Alexa Webstera i Jacka Owena)
- Brian J Ames - dizajn